# Krzysztof Kurczyna
Krzysztof Edward Kurczyna (ur. 15 kwietnia 1961 w Bielsku-Białej) – polski judoka, olimpijczyk z Moskwy 1980.
Podczas kariery sportowej reprezentował kluby Gwardia Katowice i Gwardia Bielsko-Biała. Startował w kategorii do 86 kg. Dwukrotny brązowy medalista mistrzostw Europy juniorów w kategorii 86 kg w latach 1979, 1980.
Wielokrotny medalista mistrzostw Polski
- złoty
  - w kategorii 86 kg w latach 1980, 1982, 1983, 1985.
- srebrny
  - w kategorii open w roku 1982
- brązowy
  - w kategorii 86 kg w latach 1981, 1984
  - w kategorii 95 kg w roku 1988
  - w kategorii open w latach 1981, 1985

Uczestnik mistrzostw Europy w Debreczynie w roku 1981 podczas których zajął 5. miejsce w kategorii 86 kg.
Na igrzyskach w Moskwie wystartował w wadze średniej zajmując 13. miejsce.
W roku 1989 wywalczył brązowy medal w mistrzostwach Niemiec w kategorii 95 kg.